# Sylvilagus dicei
O tapiti-de-Dice ou coelho-de-Dice (Sylvilagus dicei) é um leporídeo encontrado na Costa Rica e no Panamá.